# Langfjorden (Måsøy)
 For alternative betydninger, se Langfjorden. (Se også artikler, som begynder med Langfjorden)
Langfjorden er en fjord på østsiden af Rolvsøya i Måsøy kommune i Troms og Finnmark fylke i Norge. Fjorden har indløb mellem Kalveskjeret i nord og Kyrkjeneset i syd og går 6,5 kilometer mod vest til Langfjordbotn i enden af fjorden.
Det ligger flere bebyggelser langs nordsiden af fjorden. Kalven ligger helt yderst i fjorden på øen med samme navn, mens Gunnarnes ligger længere inde. Fra Gunnarnes går der færge  over til Havøysund på fastlandet. 
Inderst i fjorden deler den sig i to: Sandfjorden går mod nordvest, mens Langfjordbotn går mod sydvest. Fra bunden af Sandfjorden  er der kun ca. en kilometer mod vest til bunden af Valfjorden. Langfjorden er op til  51 meter dyb. 
Fylkesvej 151 (Finnmark) og Fylkesvej 153  går langs nordsiden af fjorden.